# Метрологія

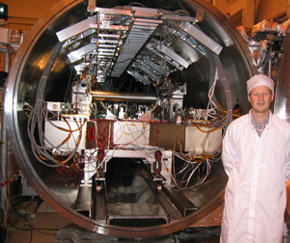
280

Метроло́гія (грец. μέτρον — міра, λόγος — наука, слово) — це наука про вимірювання, та їх застосування — таке коротке визначення дає національний стандарт України, який висвітлює основні поняття та терміни метрології — ДСТУ 2681-94 Метрологія. Терміни та визначення, а також Закон України «Про метрологію та метрологічну діяльність» (№ 1314-VII від 5 червня 2014 року).

## У більш розгорнутому вигляді: метрологія— наука про вимірювання, методи і засоби забезпечення їх єдності та способи досягнення необхідної точності.
Метрологія — наука більшою мірою практична. Однак в її основі лежить ґрунтовна теоретична основа. У відомому вислові — «Теорія без практики мертва, практика без теорії сліпа» наголошено на єдності та взаємозалежності теорії та практики, і це в повній мірі відображено в концептуальних метрологічних підходах.
Основою будь-якого вимірювання, а саме воно є головним об'єктом розгляду метрології, є експеримент. Вважають, що перший дослід було поставлено Галілео Галілеєм ще у XVI ст. Однак цілком зрозуміло, що ще з давніх часів люди спостерігали за навколишнім світом, намагались його якось схарактеризувати, описати формально. Спонтанне спостереження переросло в цілеспрямований процес і проявилось у вигляді експериментальної діяльності. У XVIII—XIX ст. розвиток техніки спричинив новий поштовх до розвитку метрології. Постало питання вимірювання параметрів технологічних об'єктів, процесів та явищ. Вже не проста цікавість, а економічна доцільність обумовлювали необхідність проведення вимірювань з метою контролю витрат палива та сировини, параметрів продукції, що випускалась тощо. Врешті-решт виникла потреба контролю впливу діяльності людини на навколишнє середовище — вимірювання концентрацій шкідливих речовин, фізико-біологічних та фізико-хімічних параметрів людини, вимірювання рівня забрудненості ґрунтів, води, повітря, рівнів електромагнітних впливів, промислових наведень, тощо.
Власне питаннями, якими опікується метрологія є:
- Як отримати інформацію від об'єкта дослідження?, — зокрема, як виміряти діаметр деталі?

- Які засоби застосувати при цьому?, — чим виміряти?

- А якщо об'єкт складніший, ніж проста механічна деталь, наприклад, температура доменної печі, концентрація розчину, модуль Юнга матеріалу, то які методи вимірювання обрати?, як застосувати принципи вимірювання (фізичну основу вимірювання) для досягнення цілі — розв'язання вимірювальної задачі?

- І врешті-решт — як оцінити якість цього вимірювання? — адже шкільна лінійка, штангенциркуль та вимірювальний інтерферометр вимірюють довжину з різною якістю — з різною точністю.

Для вирішення поставлених завдань метрологія залучає напрацювання інших наук, зокрема, фундаментальних та природничих — математики, фізики, хімії, теорії ймовірності та математичної статистики тощо, які забезпечують метрологію методами обробки результатів вимірювань, отриманих експериментальним шляхом.
Наприклад:
1. Виміряти об'єм рідини в ємності, можна вимірявши висоту стовпчика рідини та за відомими геометричними розмірами дна ємності, скориставшись відомою математичною моделлю.
2. Визначити напругу в електричному колі можна за результатом вимірювання струму, що протікає по цьому колу, та відомим опором електричного кола.
3. Здійснивши багаторазове вимірювання однієї й тієї ж величини при однакових умовах вимірювання, результат вимірювання знаходять за правилами математичної статистики.
Усвідомлення загальних принципів, якими послуговуються дослідники, експериментатори, технологи, інженери, виокремило метрологію в окрему науку в XX столітті. Адже принципи побудови засобів вимірювальної техніки, методи та підходи, що реалізують під час вимірювань, методи постановки експерименту та опрацювання результатів вимірювань та оцінювання характеристик їх якості є однаковими або дуже схожими як в механіці, так і в електромагнітних вимірюваннях, як в оптиці, так і в хімії. Головною відмінністю є первинні вимірювальні перетворювачі, які безпосередньо взаємодіють з об'єктом вимірювання та перетворюють важливу для інженера або дослідника характеристику та цифровий код, наприклад, цифрове відображення на індикаторі приладу або екрані комп'ютера.
Отже, метрологія — це наука про вимірювання, методи та засоби забезпечення їх єдності та способи досягнення потрібної точності.
Вимірювання відіграє важливу роль в економіці країни та характеризує її науково-технічний рівень та є в свою чергу:
- гарантом забезпечення ефективності технологічних процесів та високої якості продукції;

- основою всіх досліджень науки і техніки.

Вимірювання дають найбільше інформації про навколишній світ. Тому загальний розвиток науки і техніки, технічний прогрес у всіх галузях економіки країни визначається насамперед рівнем розвитку вимірювальної техніки.
Предмет, основні завдання, методи та засоби метрології [Є. Поліщук, 2003]
Предмет метрології
- отримання кількісної та якісної інформації про властивості фізичних об'єктів та процесів;

- розробка технічних правил та норм, необхідних для досягнення єдності та необхідної точності;

- встановлення та застосування наукових і організаційних основ.

Основні завдання метрології:
- розробка теоретичних основ єдиної системи одиниць;

- створення методів відтворення одиниць фізичних величин на рівні еталонів та передавання їх значень з найвищою для сьогодення точністю;

- створення еталонів та мір;

- створення вимірювальних приладів та інформаційно-вимірювальних систем;

- розроблення методів вимірювальних перетворень;

- розроблення методів оцінювання точності результатів вимірювань.

Методи метрології — сукупність фізичних та математичних методів, що використовуються для одержання вимірювальної інформації із заданою точністю та достовірністю:
- методів вимірювальних перетворень;

- методів вимірювань та опрацювання результатів спостережень;

- планування вимірювального експерименту.

Засоби метрології — це сукупність засобів вимірювальної техніки та засобів контролю, які вдосконалюються і розвиваються на основі об'єктивних законів.
Для забезпечення високого рівня вимірювань потрібно мати теоретичну базу, засоби вимірювальної техніки та вміти правильно ними користуватись. Тому метрологія виступає в двох аспектах — науково-технічному та законодавчому.
В науково-технічному аспекті змістом метрології є вирішення науково-технічних задач, які забезпечують створення:
- сучасних еталонів,

- засобів та методів вимірювань,

- методів оцінювання точності вимірювань тощо.

В законодавчому аспекті змістом метрології є створення регламентованих загальних правил, вимог та норм, які забезпечують високий рівень вимірювальної справи та мають наукову основу.
Отже чинні в Україні нормативні документи дають такі визначення метрології:
Метрологія — наука про вимірювання та їх застосування (Закон України про метрологію та метрологічну діяльність).
Метрологія — наука про вимірювання (ДСТУ 2681-94).
Метрологія — це наука про вимірювання, методи та засоби забезпечення їх єдності та способи досягнення необхідної точності (РМГ 29-99).
Основне її завдання — установлення одиниць вимірювань фізичних величин, відтворення їх з допомогою еталонів, а також розроблення методів передачі розмірів одиниць вимірювань від національних еталонів через робочі еталони до робочих засобів вимірювань.
Розрізняють теоретичну, прикладну (практичну) і загальну метрологію. Крім того, введення поняття «загальна метрологія» дало поштовх до появи ряду «галузевих» метрологій, наприклад, медичної, будівельної, спортивної, гравітаційно-релятивістської метрології тощо.

## Історія метрології
Метрологія, як наука, пройшла довгий шлях становлення — від науки про порівняльний опис мір до науки, що великою мірою характеризує сучасний стан науки і техніки. Академік А. П. Александров ще декілька десятиліть тому так характеризував метрологію: «Метрологія є важливою стороною складного процесу удосконалення технології та якості продукції. В той же час саме метрологія необхідна для знаходження областей неузгодженості в наукових дослідженнях і тому знаходить ті області, в яких можна очікувати принципового поступу в науці… Лише країна, яка має передове приладобудування та метрологію, може бути передовою в науці». В результаті застосування принципів та методів метрології стали можливими відкриття дейтерію при підвищенні точності вимірювань густини води та створення теорії відносності при підвищенні точності вимірювання швидкості поширення світлових хвиль між рухомим джерелом та приймачем світла.
Історичними етапами в розвитку метрології стали: встановлення еталону метра (Франція, кінець XVIII століття), створення абсолютної системи одиниць (К. Ґаусс, 1832), підписання міжнародної Метричної конвенції (1875), розробка і встановлення в 1960 р. Міжнародної системи одиниць (SI). Сьогодні метрологічні дослідження окремих країн координуються Міжнародними метрологічними організаціями.
Розвиток інформаційних технологій і їх впровадження в різні галузі науки, промисловості і економіки формує нові можливості для удосконалення та розвитку цих галузей. Це стосується і метрології, як науки і сфери діяльності, де впровадження інформаційних технологій відкриває нові напрямки розвитку і сприяє удосконаленню традиційних.
В сучасному світі набуває поширення напрям в інженерії, який охоплює питання використання Інтернету для забезпечення доступу до всього переліку метрологічних сервісів (служб) — це Інтернет-сумісна метрологія (Internet–enabled metrology.
Основними напрямами, що охоплює Інтернет-метрологія є:
- Інтернет-сумісне калібрування, при якому калібрувальна лабораторія проводить віддалений контроль за процесом калібрування в лабораторії клієнта.

- Віддалений моніторинг обладнання.

- Реалізація доступу до бібліотек, контрольних сервісів, історій калібрування, вимірювальних даних, імітуючого програмного забезпечення (симуляторів) з використання Web.

## Метрологія законодавча, теоретична та практична
Метрологія включає в себе наступні розділи:
• теоретична метрологія — розділ метрології, присвячений вивченню її теоретичних основ;
• практична метрологія — розділ метрології, присвячений вивченню практичного застосування в різних сферах діяльності результатів теоретичних досліджень;
• законодавча метрологія — розділ метрології, що включає комплек-си взаємопов'язаних і взаємообумовлених загальних правил, вимог і норм, а також інші питання, які потребують регламентації і контролі з боку держави, спрямовані на забезпечення єдності вимірювань і одноманітності засобів вимірювань. Законодавчий характер метрології обумовлює також стандартизацію її термінів і визначень.
Задля впорядкування понятійної системи останнім часом пропонується відмовитися від вживання понять галузевих метрологій, залишивши тільки терміни метрологія законодавча, метрологія теоретична та метрологія практична. Завдання сучасної метрології: теорія вимірювань, побудова одиниць фізичних величин і систем одиниць; вивчення метрологічних характеристик, повірка і атестація засобів вимірювання; створення еталонів, методів і засобів вимірювання, зокрема в синтезуванні матеріалів, електроніці, робототехніці та гірничій справі; обробка сукупностей вимірів, оцінка точності вимірювання тощо.
Вирізняють три напрями (розділи) метрології, які тісно пов'язані між собою: теоретична, практична (прикладна) та законодавча метрологія.
Теоретична метрологія — розділ метрології, предметом якого є розробка фундаментальних основ метрології. Інколи використовують термін фундаментальна метрологія [РМГ 29-99]. Наприклад, теорія похибок вимірювання, теорія невизначеності вимірювань, теорія вимірювальних перетворень тощо.
Завдання теоретичної метрології [Є. Поліщук, 2003]:
- Розроблення та удосконалення теоретичних основ метрології, в тому числі загальної теорії вимірювань, теорії похибок, теорії надійності засобів вимірювальної техніки, теорії вимірювальних перетворень та теорії передавання вимірювальної інформації.

- Розроблення нових принципів та методів вимірювань, в тому числі фізичні дослідження з метою використання найновіших досягнень науки для створення нових методів вимірювань та засобів вимірювальної техніки, підвищення точності вимірювань.

- Створення та удосконалення основ єдності мір та вимірювань, в тому числі удосконалення еталонів, удосконалення мір фізичних величин та засобів вимірювань, створення наукових основ державних випробувань вимірювальних засобів, розроблення та удосконалення нормативної документації в галузі вимірювальної техніки (стандарти, технічні умови, інструкції та методичні вказівки).

- Створення та удосконалення наукових основ державної служби довідкових даних та стандартних зразків, в тому числі розроблення методик експериментального визначення найбільш достовірних значень фізичних констант, розроблення і удосконалення системи збору, апробації, зберігання та розповсюдження стандартних довідкових даних.

- Створення та удосконалення наукових основ державної служби атестації якості продукції, в тому числі критеріїв оцінювання якості продукції.

Законодавча метрологія — частина метрології, що містить законодавчі акти, правила, вимоги та норми, які регламентуються і контролюються державою для забезпечення єдності вимірювань [ДСТУ 2681-94]. Законодавча метрологія — розділ метрології, предметом якого є встановлення обов'язкових технічних та юридичних вимог щодо використання одиниць фізичних величин, еталонів, методів та засобів вимірювань, спрямованих на забезпечення єдності та необхідної точності вимірювань в інтересах суспільства [РМГ 29-99].
Завдання законодавчої метрології [Є. Поліщук, 2003]:
- Створення та удосконалення законодавчих основ вимірювальної техніки.

- Узаконення (стандартизація) термінів та їх визначень, систем чи сукупності одиниць, системи еталонів, мір фізичних величин та засобів вимірювань.

- Узаконення класів точності засобів вимірювальної техніки та методик оцінювання їх точності.

- Узаконення стандартних довідкових даних, методик повірки та контролю вимірювальних засобів, методик контролю та атестації якості продукції.

Практична (прикладна) метрологія — розділ метрології, предметом якого є питання практичного застосування розробок теоретичної метрології та положень законодавчої метрології [РМГ 29-99]. Принципово важливі результати наукових досліджень повинні бути доведені до практичного втілення і стати обов'язковими для всіх.
Найважливішою сферою практичної метрології є забезпечення метрологічної простежуваності вимірювань. Метрологічна простежуваність — властивість результату вимірювання, завдяки якій результат може бути пов'язаний з опорним значенням (еталоном) шляхом задокументованого неперервного ланцюга калібрувань, кожне з яких вносить свою невизначеність [JCGM 200: 2008 (VIM)].
Завдання практичної метрології [Є. Поліщук, 2003]:
- Організація державних служи єдності мір та вимірювань, включно з організацією та здійсненням періодичної повірки та калібрувань засобі вимірювальної техніки, які знаходяться в експлуатації, організація та здійснення випробувань нових засобів вимірювальної техніки, контроль за станом вимірювального парку підприємства.

- Організація державної служби стандартних довідкових даних та стандартних зразків, в тому числі видання офіційних довідників зі значеннями констант та властивостей речовин і матеріалів, виготовлення та випуск стандартних зразків та організація служби їх атестації.

- Організація та здійснення служби контролю за дотриманням стандартів та технічних умов під час виробництва, державних та недержавних випробувань, а також атестації якості продукції.

Отже, метрологія є науковою основою сучасної вимірювальної техніки, причому функції прикладної і законодавчої метрології підпорядковані положенням теоретичної метрології. Своєю чергою, положення теоретичної метрології знаходять практичну перевірку під час реалізації функцій прикладної та законодавчої метрології.
Метрологія значною мірою пов'язана із стандартизацією. Стандартизація — це діяльність, що полягає у розробленні та встановленні вимог, правил, норм, чи то характеристик з метою досягнення оптимальної узгодженості в певній галузі, результатом чого є підвищення ступеня відповідності продукції її функціональному призначенню. Стандарти встановлюють відповідні вимоги до матеріалів, виробів, технічної та технологічної документації, методів досліджень тощо. Таким чином, вимірювання з одного боку пронизані різними стандартами (на засоби вимірювальної техніки, методики вимірювань та інше), а з іншого, стандарти забезпечуються методами та засобами контролю їх виконання [Є. Поліщук, 2003].
Метрологі́чна дія́льність — діяльність, яка пов'язана із забезпеченням єдності вимірювань.